# Île Inaccessible (Tristan da Cunha)
Pour les articles homonymes, voir Île Inaccessible.
L'île Inaccessible, en anglais Inaccessible Island, partie de Tristan da Cunha, au Royaume-Uni, est la partie émergée d'un volcan éteint situé dans l'Atlantique sud.
D'une superficie de 12,65 km2, elle fut découverte par les Hollandais en 1652, un siècle et demi après la découverte de Tristan da Cunha. Cette île fut nommée « inaccessible » de par la difficulté d'y accoster et sa dangerosité.

## Géographie

### Situation
Située non loin de l'île Tristan da Cunha, il s'agit d'une des cinq îles de cet archipel habité le plus isolé au monde, mais celle-ci ne compte aucune installation humaine permanente. D'une superficie d'environ 1 265 hectares en forme de losange, elle se situe à 45 km au sud-ouest de l'île principale. Son point culminant est un volcan éteint, le Swales Fell (561 m).

### Description
Jacques-Thomas Verneur, auteur d'un ouvrage sur les découvertes de lieux maritimes, paru en 1811 et se référant au témoignage effectué lors d'une expédition, la décrit ainsi
« Ce n'est qu'un rocher couvert en plusieurs endroits d'un très bon terreau et dont les flancs sont revêtus de joncs et d'arbrisseaux nains. Si les navires peuvent y faire une ample provision d'huile et de peaux d'animaux de mer durant les mois de décembre et de janvier, ils ont en revanche à courir les plus grands dangers dans les parages. »

## Histoire

### Île délaissée
L'île Inaccessible est découverte en janvier 1656 durant l'expédition hollandaise du ’t Nachtglas, de la Compagnie néerlandaise des Indes orientales, placée sous le commandement de Jan Jacobszoon. Ce marin donne le nom de son navire à cette île.
En 1767, le navire français L'Étoile du matin, commandé par le capitaine Etcheverry, passe à proximité, sans toutefois y débarquer, considérant l'île comme inaccessible.

### Naufrage du Blenden-Hall
Le vaisseau britannique Blenden-Hall, dirigé par le capitaine Greig, parti d'Angleterre pour Bombay en Inde, a fait naufrage sur l'île Inaccessible, le 23 juillet 1821, à 10 heures du matin.

### Tentative d'occupation
Les frères Gustav et Friedrich Stoltenhoff, de nationalité prussienne, tentèrent en octobre 1871 de créer un site de production d'huile de phoque, produit recherché à l'époque, car celui-ci entrait dans la composition de produits cosmétiques et servait de combustible pour les lampes mais ne réussirent pas leur entreprise. Au bout de deux ans, ceux-ci furent rapatriés par un navire anglais, le HMS Challenger.
L’île Stoltenhoff, située non loin de là (mais plus proche de l'île Nightingale), porte le nom de ces deux frères.

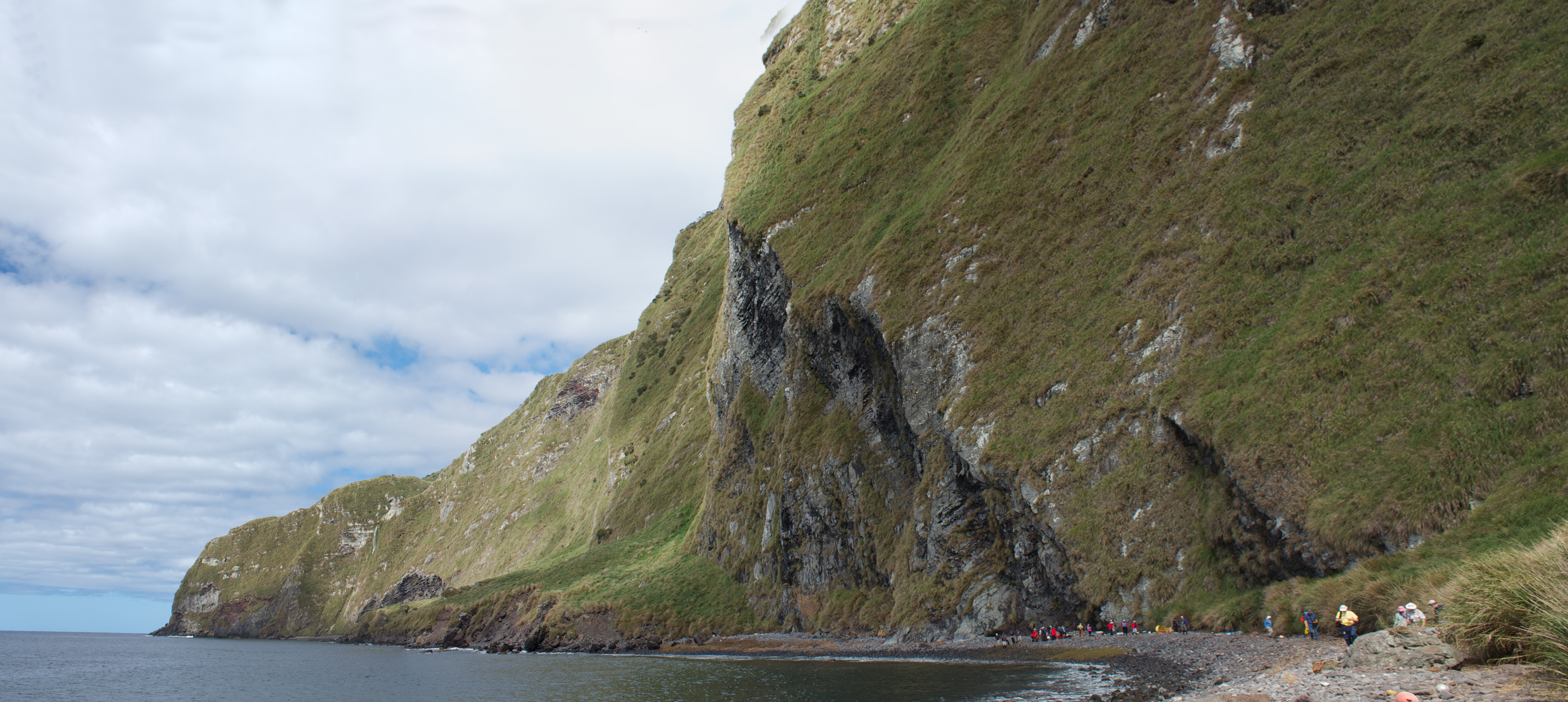
Plage sur l'île Inaccessible.

En 1922, l'expédition Shackleton-Rowett fait un court passage sur le site de l'île Inaccessible. Le naturaliste Hubert Wilkins qui participe à ce voyage découvre un oiseau qui sera dénommé ultérieurement le nésospize de Wilkins (Nesospiza wilkinsi).

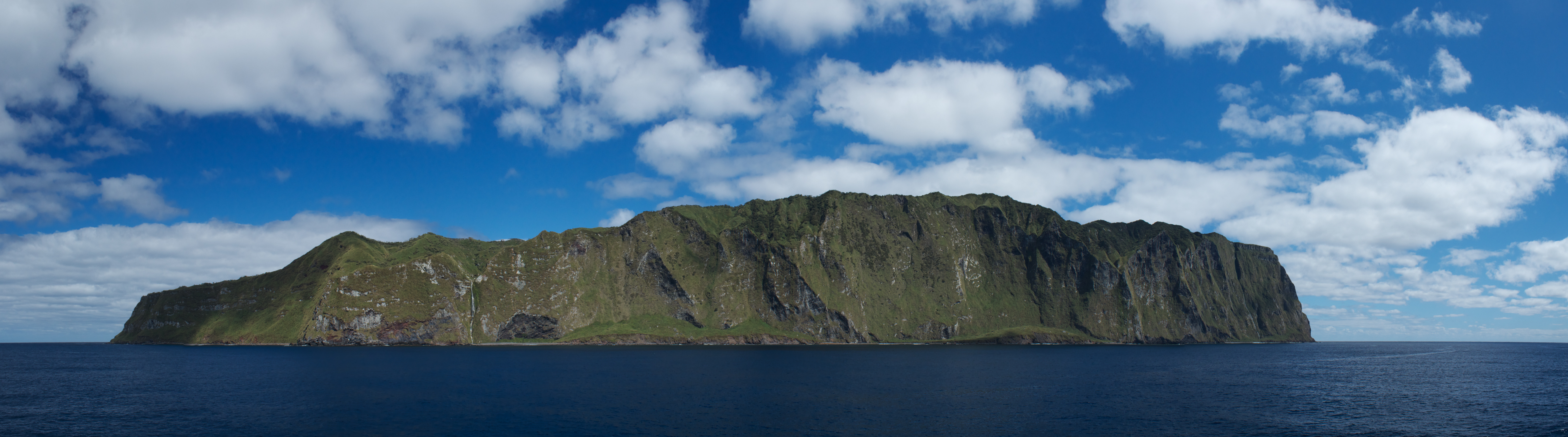
Panorama de l'île Inaccessible.

## Flore et faune

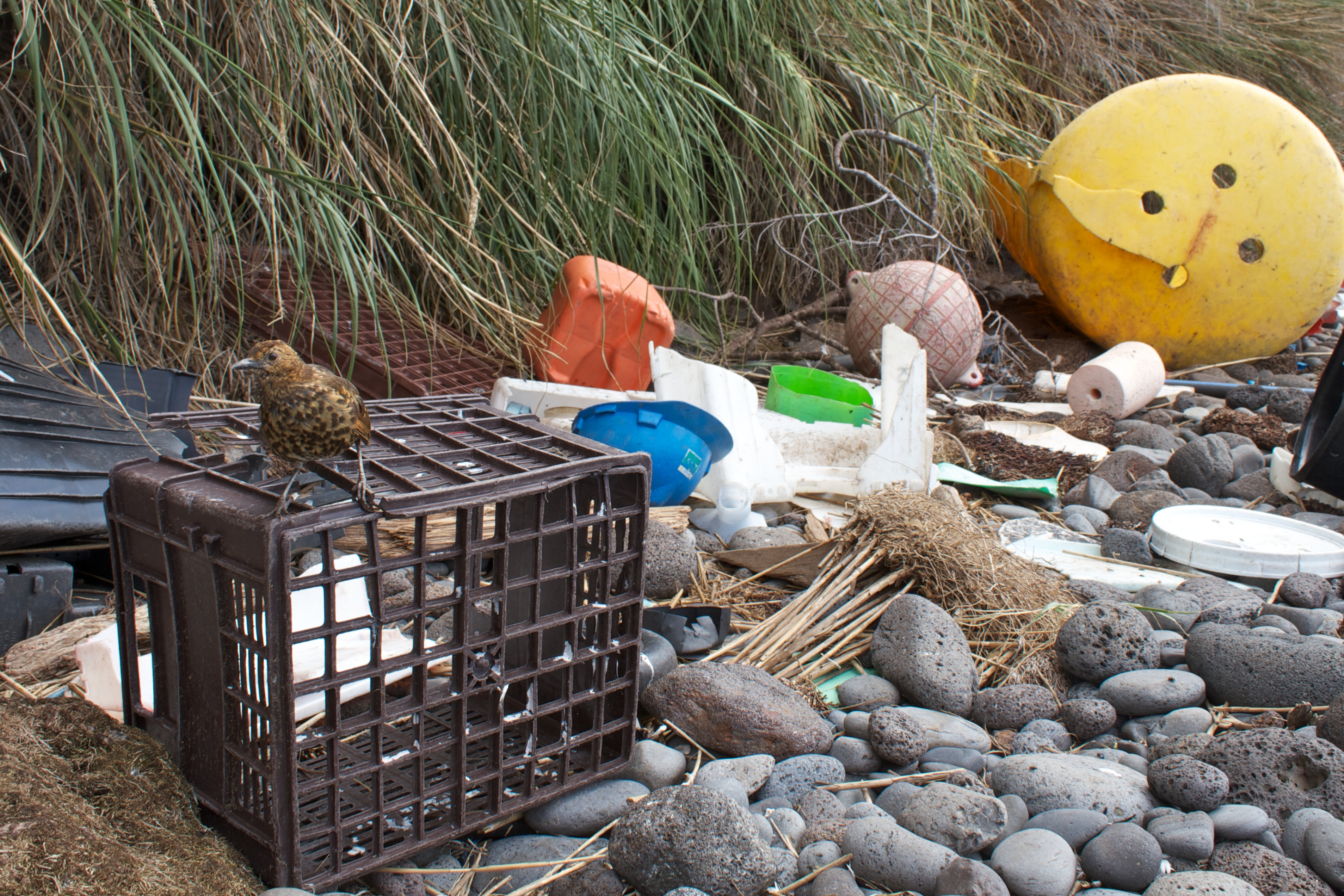
Grive de Tristan (Nesocichla eremita) perchée sur des déchets plastiques, sur le littoral de l’Île Inaccessible

Aucun mammifère terrestre, reptile, amphibien, papillon ni même escargot n'y a été découvert. Concernant la flore, Inaccessible compte soixante-quatre espèces de plantes indigènes, dont vingt types de plantes à fleurs et dix-sept espèces de fougères.

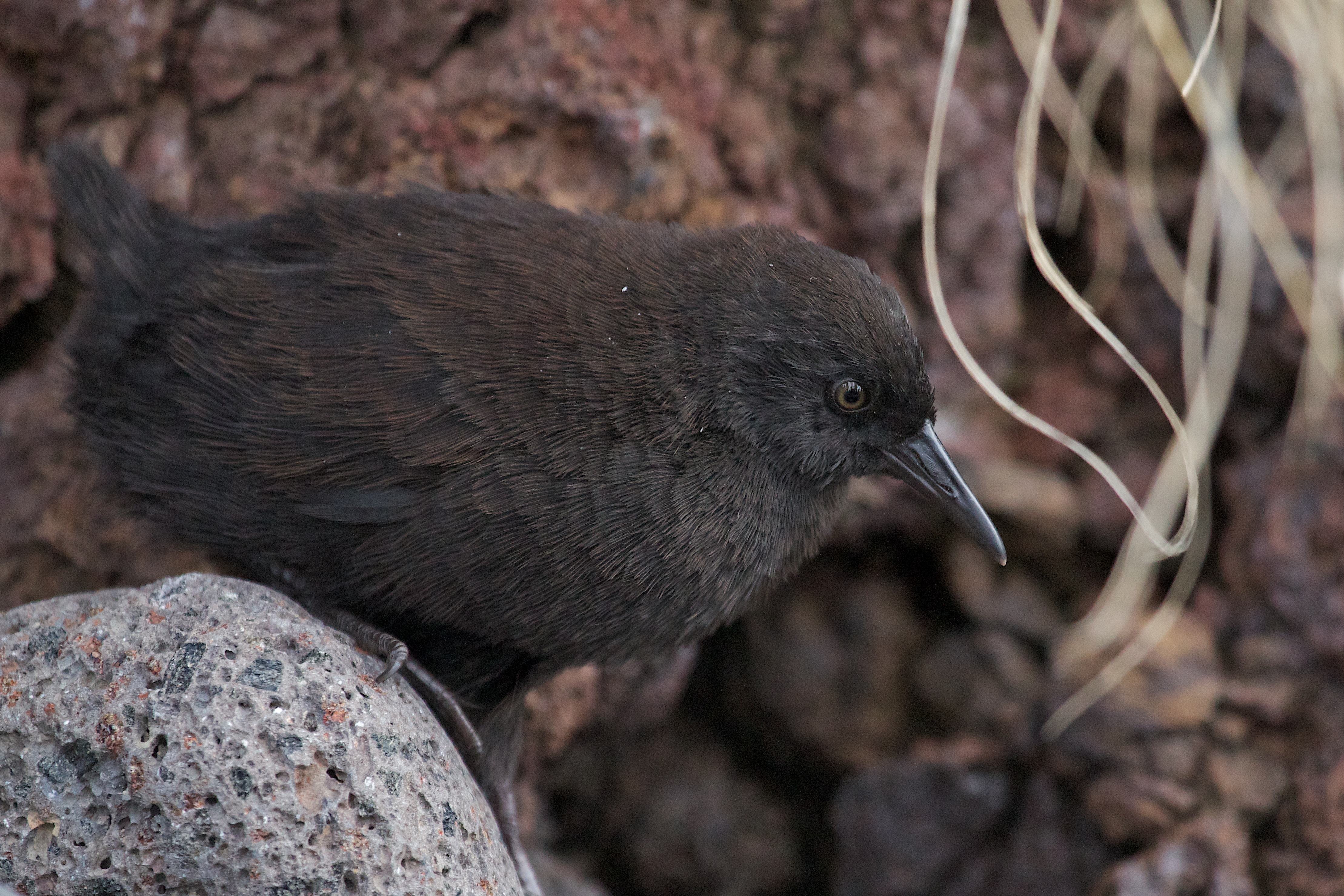
Râle atlantis

Le secteur maritime et terrestre de l'île est une réserve naturelle protégée (Inaccessible Island Nature Reserve) depuis 1997, inscrite sur la liste du patrimoine mondial par l'UNESCO en tant qu'îles Gough et Inaccessible, en raison notamment de la présence habituelle de nombreux cétacés. Elle fait partie en outre de l'aire protégée plus large du Tristan da Cunha Cetacean Sanctuary.
Selon un site spécialisé dans les voyages, ces îles sont, dans cette partie de l'Atlantique sud, un des écosystèmes « insulaires tempérés froids les moins perturbés ». Les deux îles présentent des falaises spectaculaires qui surplombent la mer et ne comptent pas de mammifères introduits tout en abritant l’une des plus importantes colonies d’oiseaux marins au monde.
En raison de sa protection, l'île est inhabitée. Le Râle atlantis, plus petit oiseau aptère du monde, est strictement endémique de cette île.

## Dans la littérature
Edgar Allan Poe évoque l'île dans son célèbre roman Les Aventures d'Arthur Gordon Pym, au chapitre XV (Les îles introuvables) : 
«  L’île la plus grande après celle-ci, et le plus à l’ouest du groupe, s’appelle l’Inaccessible. Sa position exacte est par 37° 7′ de latitude sud et 12° 24′ de longitude ouest. Elle a 7 ou 8 milles de circuit, et se présente de tous côtés sous l’aspect d’un rempart à pic. Le sommet est parfaitement aplati, et tout le pays est stérile ; rien n’y vient, excepté quelques arbustes rabougris.  »